# オーストリア連邦鉄道

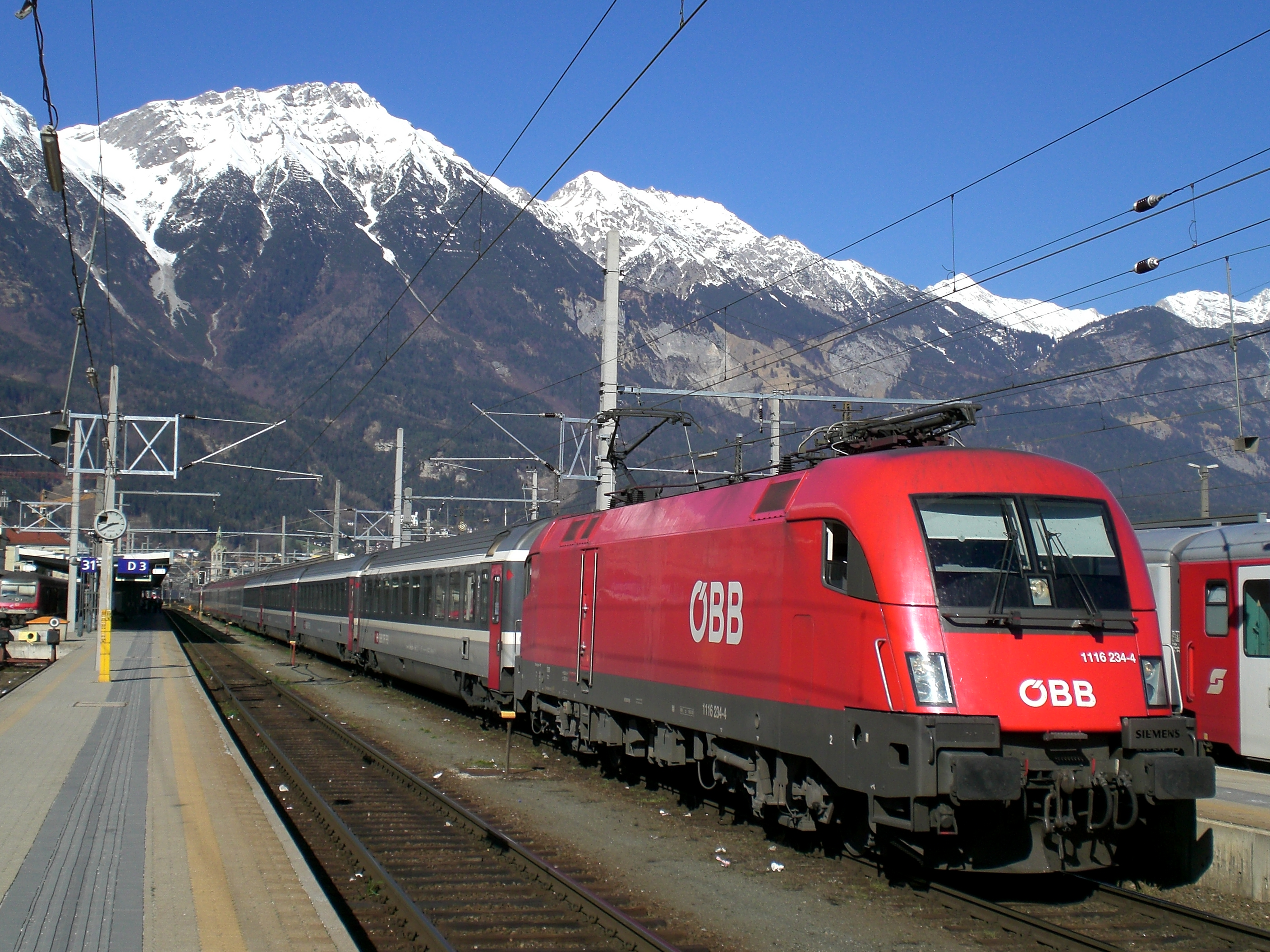
主力電気機関車1116形"タウルス"が牽引するEuroCity列車（インスブルック中央駅）

オーストリア連邦鉄道（オーストリアれんぽうてつどう。独語 : ÖBB, Österreichische Bundesbahnen）は、オーストリアの国鉄事業を所管する国有企業グループである。1992年に政府系公社から国有の特殊会社に転換されたあと、2003年成立の連邦鉄道組織法にともない、2005年に主要子会社5社を傘下に持つ連邦政府100%出資の国有持株会社ÖBB-Holding AG（ÖBBホールディング株式会社）に改組された。
本項では株式会社化以前のÖBB、および第二次世界大戦前の旧オーストリア連邦鉄道（BBÖ, Bundesbahnen Österreichs）についても述べる。

## 概要

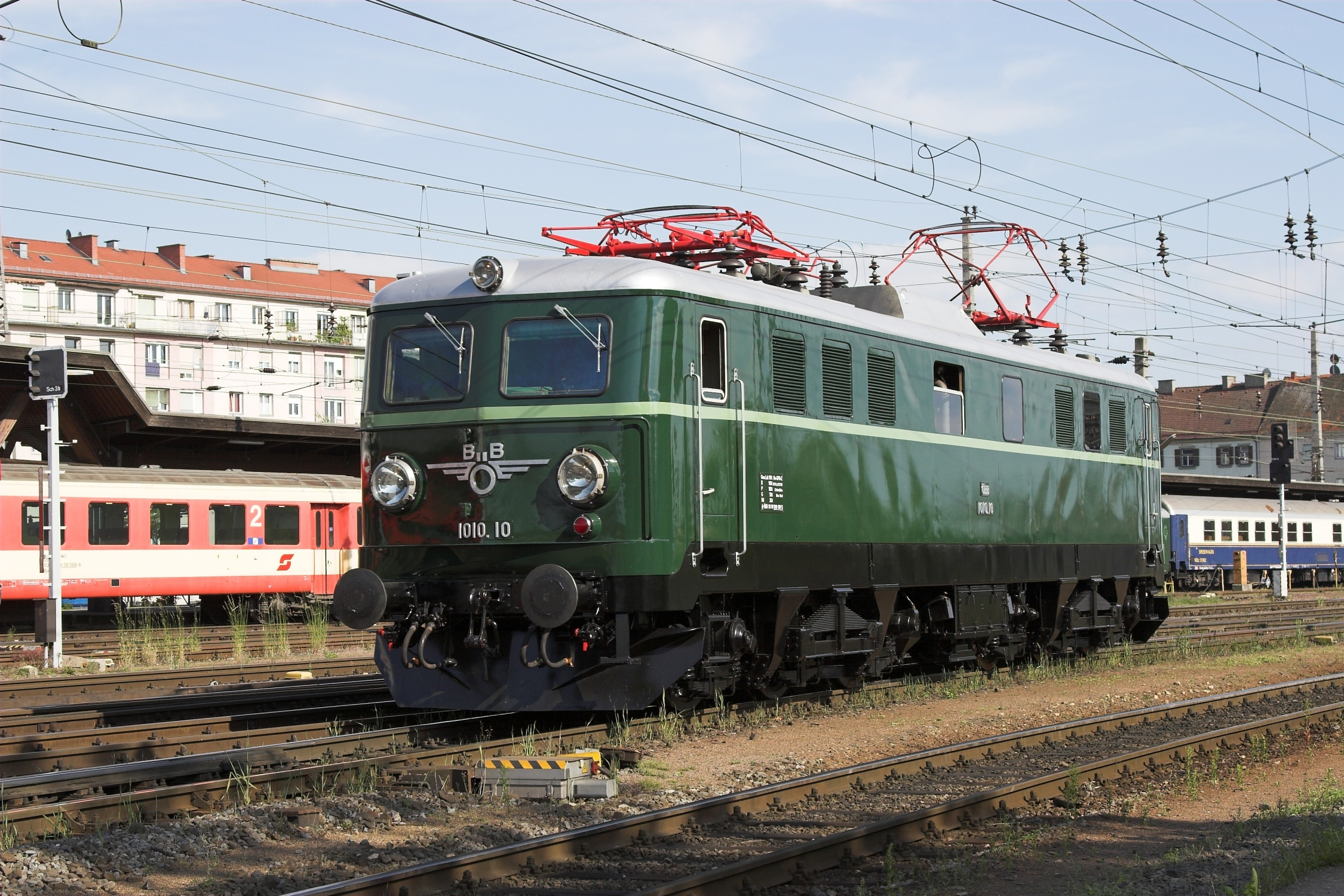
1010形電気機関車（旧塗色復元車）

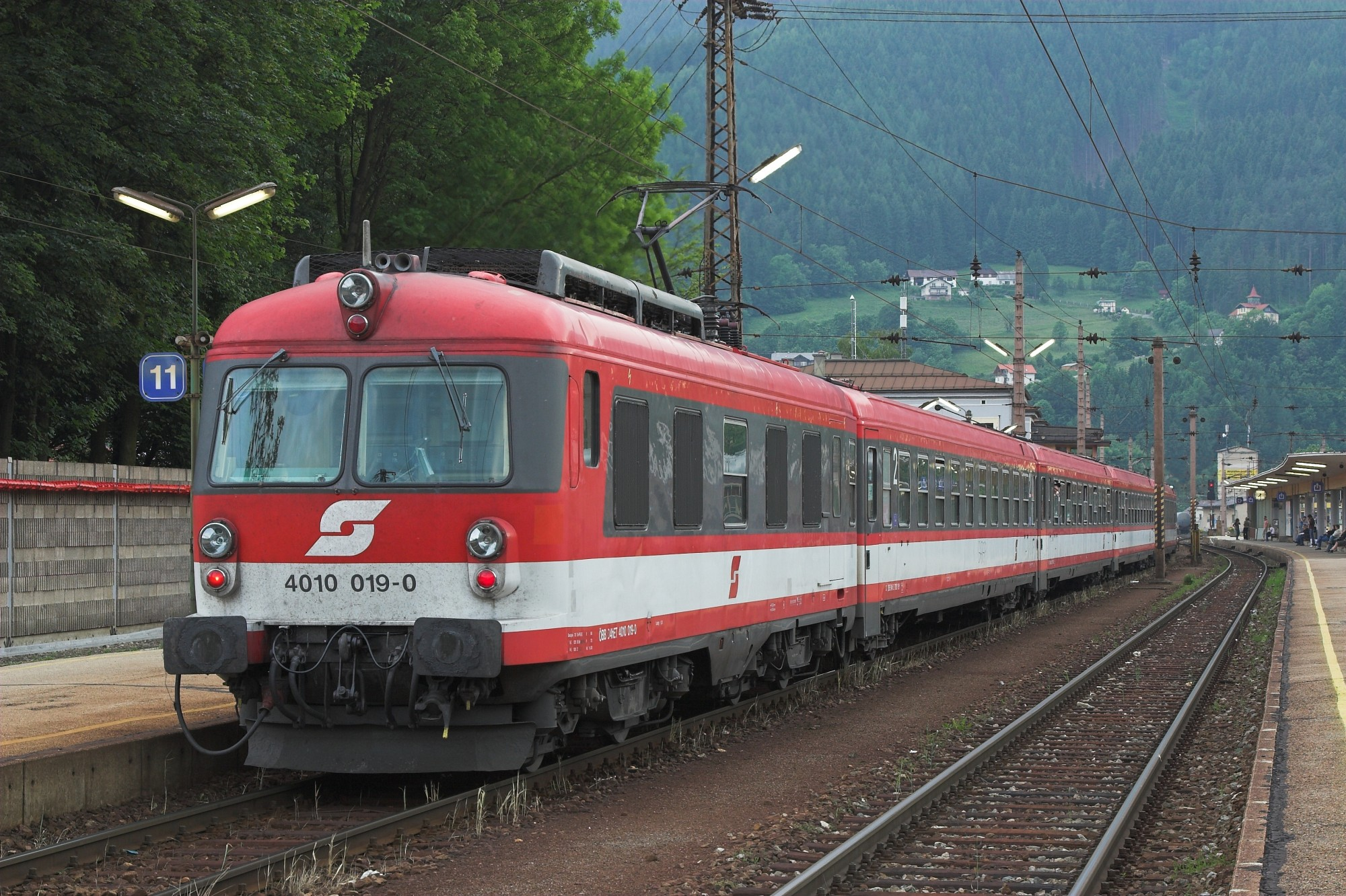
1970年代から80年代にかけて国際特急列車に使用された4010系特急用電車（2008年営業運転終了）

第一次世界大戦後、オーストリア帝国鉄道（kkStB : kk österreichischen Staatsbahnen）の現オーストリア領内路線を承継し、共和国政府交通庁（Staatsamt für Verkehrswesen）が運営するオーストリア国営鉄道（ÖStB : Österreichische Staatsbahnen）が発足した。国鉄事業は1923年、政府から切り離されて政府系公社のオーストリア連邦鉄道総局（Generaldirektion der Österreichischen Bundesbahnen）に改組され、オーストリア連邦鉄道（旧、BBÖ）に改称した。鉄道名をÖBBとせずBBÖとしたのは、スイスの地方私鉄、エンジンゲン・バルシュタル鉄道（OeBB : Oensingen-Balsthal-Bahn、1899年開業）との略称重複（"Ö"="Oe"）を避けたためだった。
BBÖは1938年にナチス・ドイツによるオーストリア併合でドイツ国営鉄道（DR）に一時編入された。第二次世界大戦終結にともない1945年8月に商工交通庁所管の国営鉄道総局が運営するオーストリア国営鉄道（ÖStB）としてDRから分離した。当初はBBÖ時代と同じく公社に戻す案もあったが、国営鉄道の体制のまま1947年にオーストリア連邦鉄道（ÖBB）に改称した。
以後、運輸省、運輸・国有企業省、運輸電力省の連邦鉄道総局によって運営され、ウィーン、リンツ、フィラッハ、インスブルックに連邦鉄道局（Bundesbahndirektion）を置いた。1969年の新連邦鉄道法にともない連邦鉄道総局は省庁組織から分離されて公社に改組されたが、モータリゼーションの進展で経営環境が悪化したため、その後も連邦政府予算による運営が続けられた。
1992年、国鉄事業の効率化と、欧州連合（EU）が主導する上下分離方式の将来的な導入を視野に連邦政府が100%出資する国有の特殊会社、オーストリア連邦鉄道有限会社（Österreichischen Bundesbahnen GmbH）に転換。国鉄会計は連邦政府予算から切り離されて独立採算制に移行した。さらに2003年成立の連邦鉄道組織法（Bundesbahnstrukturgesetz）に基づき、2005年1月に政府出資の国有持株会社ÖBB-Holding AGを中心とした企業グループに分社・再編された。
- ÖBB-Holding AG（ÖBBホールディング株式会社、連邦鉄道グループ主要5社の持株会社）
  - ÖBB-Personenverkehr AG（ÖBB旅客交通株式会社、旅客列車運行事業体）
    - ÖBB-Postbus GmbH（ÖBBポストバス有限会社、都市間バス運行事業体）※国有企業の株式保有・売却を行うオーストリア産業持株会社（ÖIAG）から移管、ÖBB-Personenverkehr AGの100%子会社。

  - Rail Cargo Austria AG（レールカーゴオーストリア株式会社、貨物列車運行事業体）
    - Speditions Holding GmbH（貨物輸送ホールディング有限会社、自動車貨物輸送事業体）※Rail Cargo Austria AGの100%子会社。

  - ÖBB-Infrastruktur Bau AG （ÖBB施設建設株式会社、鉄道施設の計画、管理および建設事業体）
    - ÖBB Immobilienmanagement GmbH（ÖBB資産管理有限会社、鉄道関連不動産管理事業体）
    - Brenner Eisenbahn GmbH（ブレンナー鉄道有限会社、ブレンナーベーストンネル建設事業体）

  - ÖBB-Infrastruktur Betrieb AG（ÖBB施設運営株式会社、路線および鉄道関連施設維持事業体）
  - ÖBB Dienstleistungs GmbH（ÖBBサービス事業有限会社、IT関連事業および労務管理事業体）
    - ÖBB Werbecenter GmbH（ÖBB広告センター有限会社、市場調査事業体）※ÖBB Dienstleistungs GmbHの100%子会社。

  - 旅客交通会社およびレールカーゴ社の合弁企業体
    - ÖBB-Traktion GmbH（ÖBB車両有限会社、客貨両社の車両運用事業体）※ÖBB-Personenverkehr AGが51%出資。
    - ÖBB-Technische Services GmbH（ÖBB技術サービス有限会社、技術開発事業体）※Rail Cargo Austria AGが51%出資。

### 経営の現況

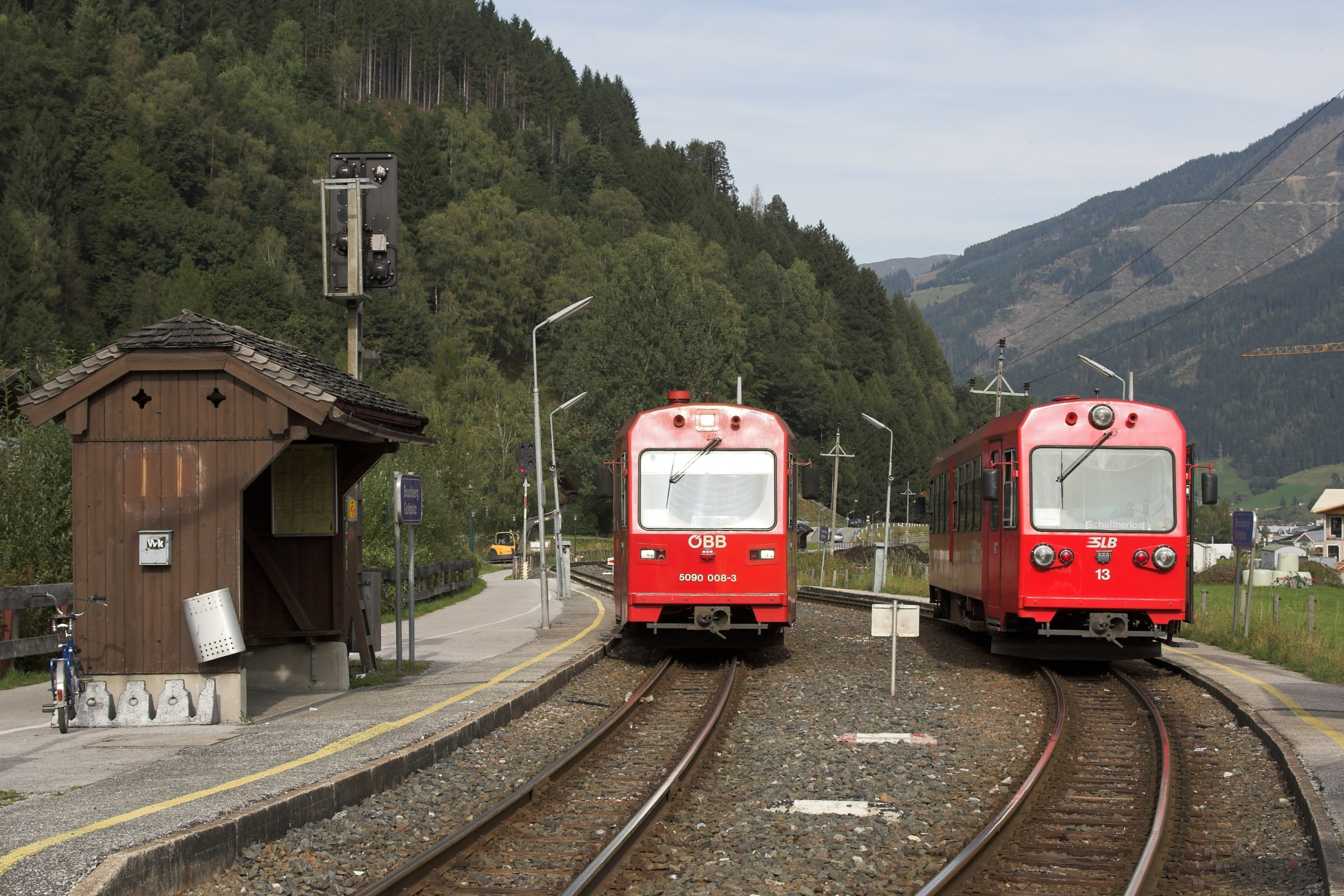
2008年にÖBBからザルツブルク州政府出資のザルツブルク地方鉄道（SLB）に移管された特殊狭軌線のピンツガウ地方鉄道（旧ÖBBピンツガウ線）

電化はkkStB時代の1912年に開始され、現在においては鉄道網の多くが電化されている。標準軌路線では1978年に無煙化を達成した。760mmゲージの特殊狭軌線を含む地方線区についてはÖBBからの経営切り離しが進行中で、地元州政府の費用負担によるÖBBの受託運行化や州政府出資の地元企業への完全移管が進められている。2006年現在の連邦鉄道グループの概況は次の通り。
- 売上高　45億3890万ユーロ
- 従業員数　4万2951人
- 輸送旅客　4億4300万人
  - うち鉄道旅客　1億9600万人
  - うちバス旅客　2億4700万人
  - 旅客会社保有機関車 392両
  - 旅客会社保有客車 3124両
- 輸送貨物　9300万トン
  - 貨物会社保有機関車 1246両
  - 貨物会社保有貨車 1万7635両
- 管理路線総延長　5702km

2010年代に入ると温室効果ガスの排出低減につながる移動手段として夜行列車の注目が集まるようになった。OeBBは新型車両を投入するなど夜行列車の復活を進め、2030年までに利用者の数を300万人に増やす方針を立てた。

## 列車種別

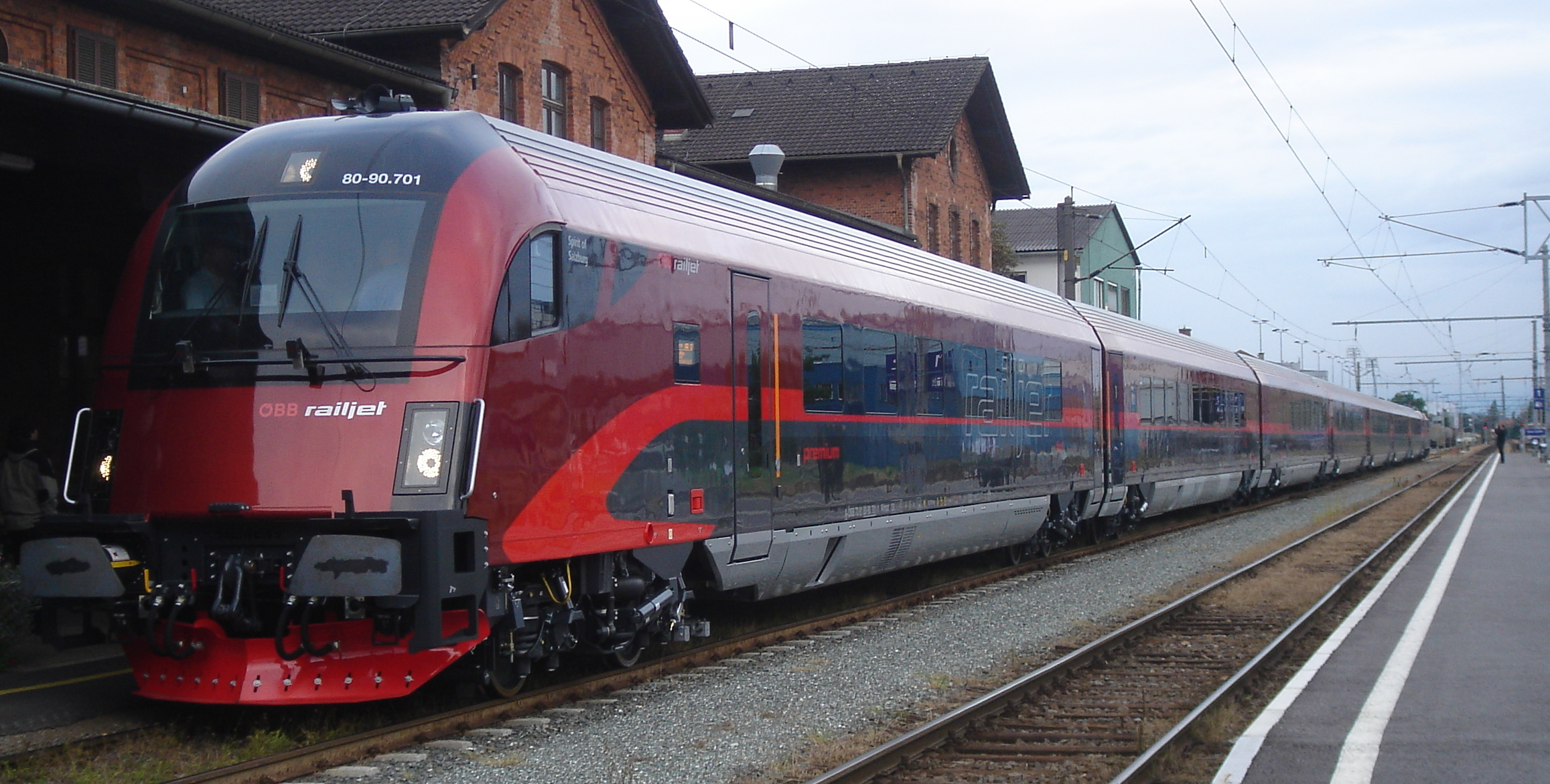
2008年から運行を開始したrailjet

- railjet（レールジェット・RJ）
2008年12月14日から運転を開始した超特急列車。2時間サイクルのパターンダイヤが組まれている。
ウィーンとオーストリア国内の各主要都市の他、プラハ・ブダペスト・チューリヒ・ミュンヘンといった隣国の大都市にも直通する。
- EuroCity（ユーロシティ・EC）／ÖBB-EuroCity（ÖBBユーロシティ・ÖEC）
オーストリア国内の各都市と、国外（ドイツ・スイス・イタリア・チェコ・スロヴァキア・スロヴェニア・ハンガリーなど）の都市を結ぶ、国際特急列車。
オーストリアは、その地理的条件から、国際列車が数多く設定されている。かつては本数が多かったが、主要系統はレールジェットへの置換が進んでおり、現在はどの系統も一日数本の運転本数となっている。
"ÖBB-EuroCity"は、リニューアル客車主体で組成された国際特急列車（一部は国内のみの運行）の、オーストリア国内の種別名称である（オーストリア国外では通常の「ユーロシティ」となる）。
- InterCity（インターシティ・IC）／ÖBB-InterCity（ÖBBインターシティ・ÖIC）
オーストリア国内の各都市間を結ぶ特急列車。国外に足を伸ばすものもある。日本で言うと、ＪＲの特急と性格が近い。
ヴィーン - ザルツブルク間では、レールジェットより停車駅が多く、郡中心クラスの都市へのアクセスを担っている他（新幹線こだま・なすの等に近い）、アルプスを横断する路線で多くの本数が設定されている。
"ÖBB-InterCity"は、リニューアル客車主体で組成された特急列車。
EC・ÖEC・IC・ÖICはいずれも、オーストリア国内では基本的に同格で、主要幹線では1～2時間間隔のパターンダイヤとなっているほか、主要駅での異系統同士の相互接続も行われている。
- InterCityExpress（インターシティエクスプレス・ICE）
ドイツ鉄道の高速列車。主にフランクフルト・アム・マイン～ウィーンを2時間間隔で結ぶほか、ドイツの都市とを結ぶ列車や、オーストリア国内だけを走るICEもある。
- EuroNight（ユーロナイト・EN）
国際夜行寝台特急列車。車内は大きく分けてSeat（席）、Couchette（日本で言う開放B寝台)、Sleeper(日本で言うA若しくはB寝台個室)と3つにわけられる。路線によっては食堂車も付随する。

- Nightjet (ナイトジェット・NJ）
EuroNightと同じく国際夜行寝台特急列車。2016年12月をもって全廃されたCNL(CityNightLine、シティナイトライン)の路線を再編し、オーストリア連邦鉄道が代替として出したものである。2017年12月のダイヤ改正以降、一つの列車種別として正式に登録された。2020年度内には新車も導入予定。[5][6]

- Schnellzug（D）
急行列車。1990年代までは数多く設定されていたが、2007年現在、1日の設定本数はごく僅かである。
- RegionalExpress（REX）
快速列車。国内全域に渡って設定されている。
- Regionalzug（R）
普通列車。ヴィーン周辺では、各駅停車をSバーンが担う代わりに、Regionalzugは快速運転するケースが多い。
北東部の3州ではほぼ全路線で設定されているが、南部2州・西部3州では、主要幹線を走る列車の大半がSバーンに置き換えられており、末端の支線中心の運行となっている。
- S-Bahn（Sバーン）
ウィーン・ザルツブルク・グラーツ・インスブルック・ブレゲンツ・クラーゲンフルトの各近郊で運転されている都市近郊列車。

### 廃止された列車種別
- Erlebniszug（EZ）
主に観光地を走るローカル列車。直訳すると「探検列車」となる。RegionalExpress（REX）に統合され、種別としては消滅した。

## 主要路線
- オーストリア東部鉄道
- オーストリア北部鉄道
- オーストリア北西部鉄道
- オーストリア南部鉄道
- オーストリア西部鉄道
- カイザー・フランツ・ヨーゼフ鉄道
- ブレナー鉄道
- アルベルク鉄道
- タウエルン鉄道
- ピュルン鉄道